# Mietshaus Pestalozzistraße 23 (Radebeul)
Das Mietshaus Pestalozzistraße 23 liegt in der Gemarkung Radebeul der sächsischen Stadt Radebeul. Es wurde 1902 wohl nach einem Entwurf des Architekten Oskar Menzel errichtet.

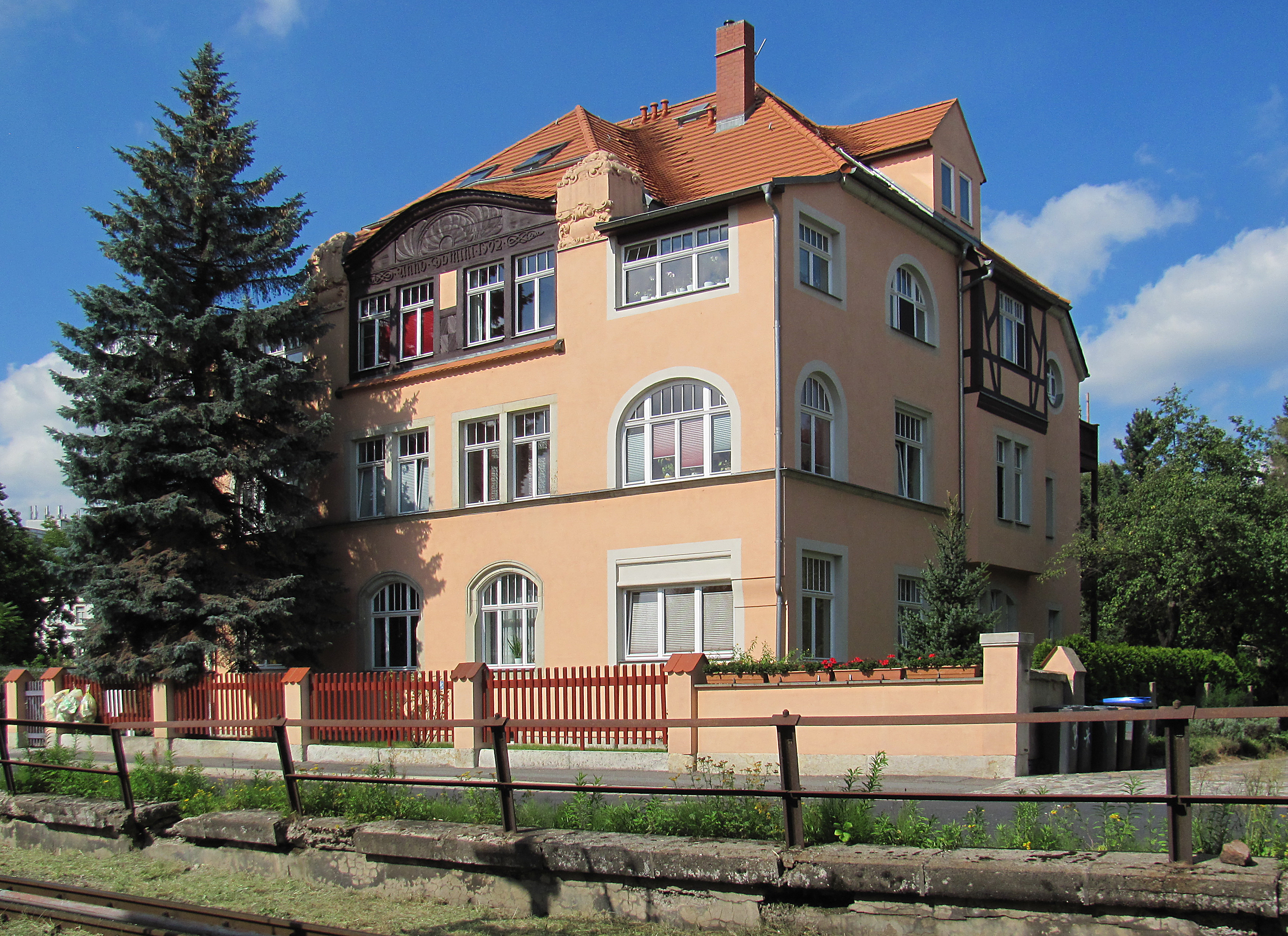
Mietshaus Pestalozzistraße 23

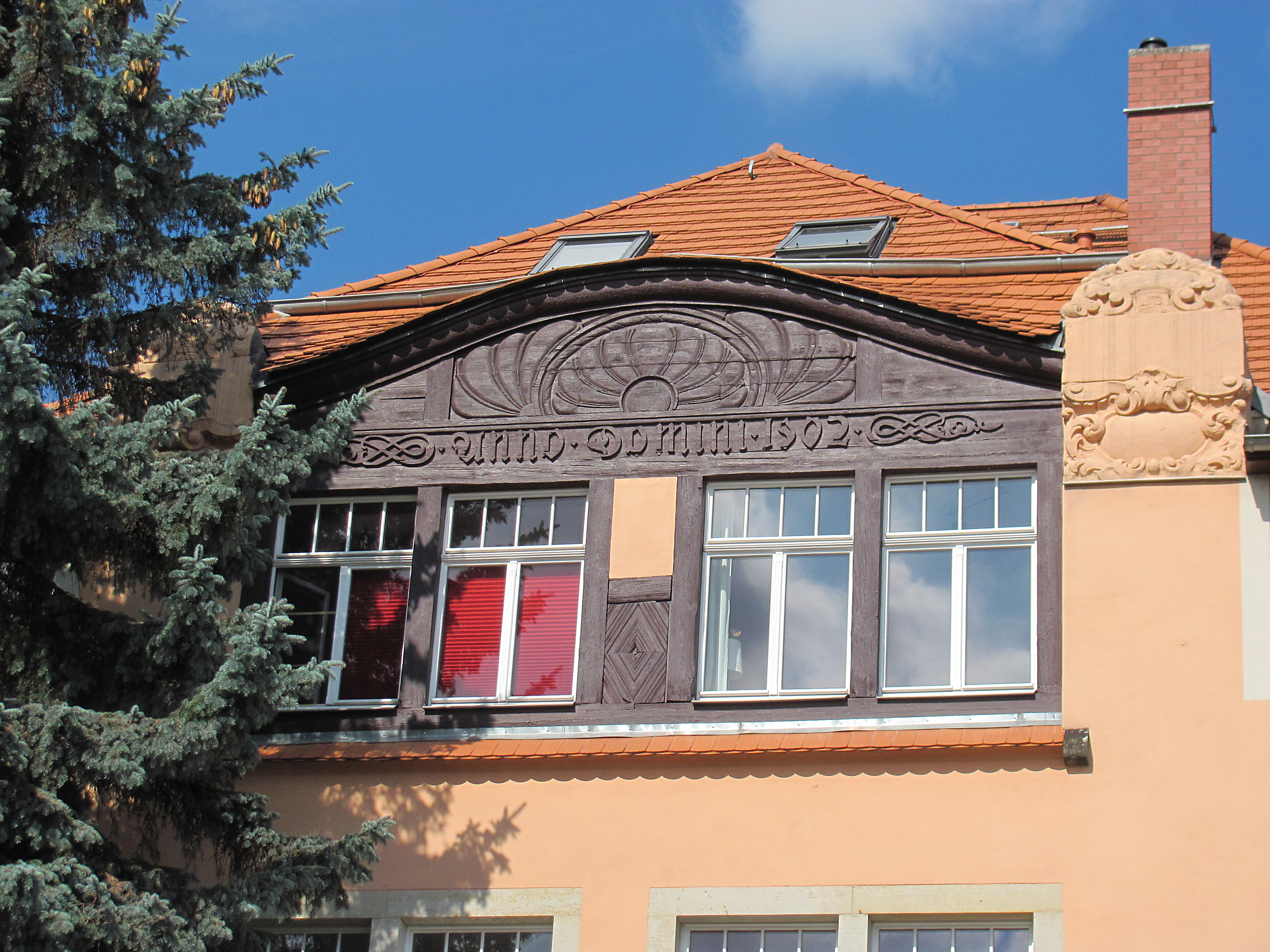
Pestalozzistraße 23: Walmgiebel-Dekor

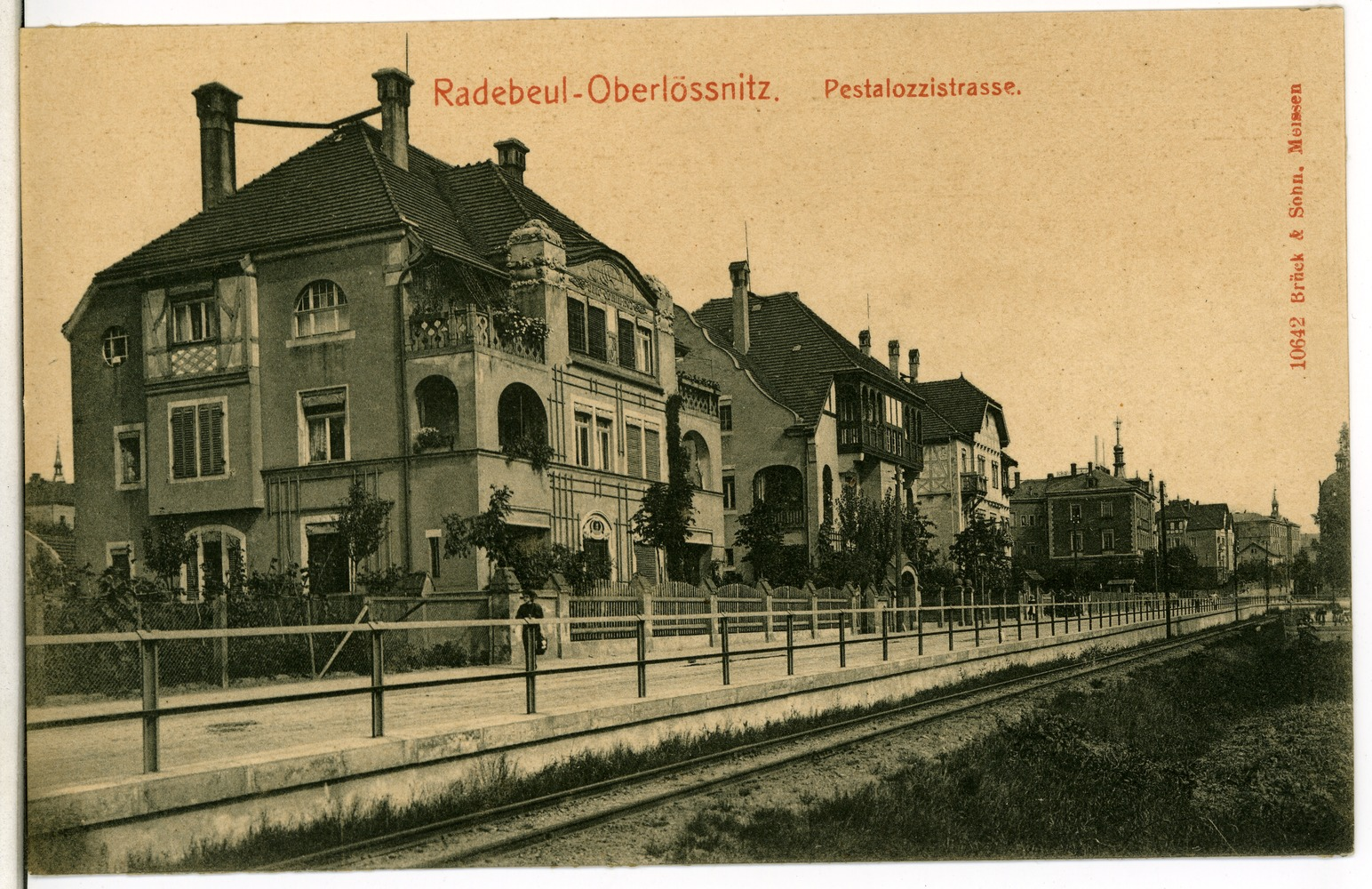
Links: Pestalozzistraße 23 (1909). Die heutigen Eckzimmer sind damals noch offene Balkone. Nach rechts folgen: Pestalozzistraße Nr. 21, Nr. 19, Schildenstraße 17, Nr. 11. Am Ende der Straßenseite: Pestalozzischule mit Spitztürmchen. Neben der Straße liegen die Gleise der Lößnitzgrundbahn.

## Beschreibung
Das mitsamt Einfriedung unter Denkmalschutz stehende Mietshaus ist ein dreigeschossiges Mehrfamilienhaus mit einem ziegelgedeckten Walmdach. Es steht auf der Nordseite der Pestalozzistraße, auf deren anderer Straßenseite die Gleise der Lößnitzgrundbahn entlangführen.
Die symmetrische Straßenansicht ist vierachsig. Die beiden äußeren Achsen sind im Erdgeschoss als Fenster, im ersten Obergeschoss als rundbogige Loggia und unter dem Dach als rechteckige Loggia ausgebildet. Die beiden mittleren Achsen sind im Erdgeschoss rundbogige Fenster, eingefasst von Rosenspalieren, in den beiden Obergeschossen jedoch rechteckige Zwillingsfenster. Die beiden obersten Zwillingsfenster bilden den unteren Abschluss eines flachbogigen Fachwerk-Walmgiebels. Dieser wird durch Rosettenmotive als Holzschnitzereien geschmückt. Dazu findet sich die Datierung Anno Domini 1902. Der Giebel wird beidseits von ornamentalen Aufsätzen betont.
Der Putzbau wird zwischen Erd- und Obergeschoss durch ein Sohlbankgesims gegliedert.